# Вальтер де Сільва
Вальтер Марія де Сільва (Walter Maria de'Silva) (нар. 27 лютого 1951, Лекко, Італія) — італійський дизайнер автомобілів. Працював в дизайн-центрі FIAT, був головою відділення індустріального дизайну і дизайну автомобілів інституту IDEA, очолював дизайн-центр Alfa Romeo, а потім нового Центру стилю Alfa Romeo. З 1999 року працював в Volkswagen Group: спочатку був главою Центру стилю Seat, з 2002 року — відповідальним за дизайн «групи Audi» (в яку входили марки Audi, Lamborghini і Seat), з 2007 року — шеф-дизайнер Volkswagen Group. У 2015 році Вальтер де Сільва покинув компанію.
З травня 2017 року він працює у постачальника інженерних послуг EDAG.

## Кар'єра

### Fiat, 1972–1977
Вальтер де Сільва почав свою кар'єру в 1972 році у віці 21 року в Centro Stile Fiat.

### I.DE.A. Institute, 1977–1986
Після роботи у Fiat Вальтер де Сільва дев'ять років працював в Інституті I.DE.A в Турині, Італія, під керівництвом Франко Мантегацца та Ренцо Піано.

### Alfa Romeo, 1986–1999
У 1986 році став головою Centro Stile Alfa Romeo і залишався на цій посаді до 1999 року.
У Alfa Romeo де Сільва керував оновленням дизайну та репозиціюванням бренду.

### SEAT, 1999–2002
У 1999 році Фердинанд Пієх запропонував йому працювати у підрозділі SEAT концерну Volkswagen з метою додати в дизайн SEAT нових рис, особливо спортивності. Результатом стала філософія SEAT «auto emoción», яка вперше була продемонстрована в концепт-карах SEAT Salsa 2000 року та SEAT Tango 2001 року[3], як передчуття нового стилю дизайну SEAT, причому останній отримав у 2002 році «Autonis Award» у 2002 році в категорії концепт-карів. Його виразніший підхід до дизайну з тих пір вплинув на форму та вигляд багатьох автомобілів, таких як SEAT Córdoba 2002 року та SEAT Ibiza, а також SEAT Altea 2004 року та SEAT León 2005 року, які отримали високу оцінку та згодом отримали кілька нагород за дизайн (наприклад, Red премія Dot Design Award, нагорода Autonis, нагорода «Найкрасивіший автомобіль у світі 2004» у Мілані тощо).

### Audi brand group, 2002–2007
У березні 2002 року Вальтер де Сільва був призначений керівником відділу дизайну нині неіснуючої групи брендів Audi, яка охоплювала бренди Audi, SEAT і Lamborghini. Керівництво Volkswagen Group доручило де Сільві надати модельному ряду Audi більш емоційну мову дизайну, яка включала суперечливе впровадження однокаркасної передньої решітки на всю висоту, яка тепер прикрашає всі моделі Audi. Його першим повноцінним проектом для серійного Audi був A6 2005 року. Відтоді він брав участь у створенні Audi Q7 2005 року, Audi TT 2006 року та Audi A5 2007 року, який, як повідомляється, є його улюбленим дизайном.

### Volkswagen Group, 2007–2015
Після призначення колишнього голови правління Audi Мартіна Вінтеркорна головою Volkswagen Group у січні 2007 року, де Сільва був призначений керівником відділу дизайну Volkswagen Group з 1 лютого 2007 року та відповідав за загальний стратегічний напрямок дизайну всіх марок легкових автомобілів VW. включаючи Škoda, SEAT, Volkswagen, Audi, Bentley, Lamborghini і Bugatti. де Сільва змінив Мурата Ґунака, і його першим завданням було переоцінити дизайни трьох неминучих на той час моделей Volkswagen, створених його попередником: Golf 2008 року, Passat CC 2008 року та Scirocco 2008 року.

### Walter De Silva & Partners, 2020–тепер
Після деякого часу бездіяльності Вальтер Де Сільва заснував Walter De Silva & Partners разом з іншими дизайнерами. Ця нова компанія пропонує послуги консультування з дизайну для виробників автомобілів, які приділяють особливу увагу бренду та ідентичності продукту. Разом зі своїми партнерами Вальтер Де Сільва відповідав за дизайн Hongqi S9, розробленого для SilkFAW.

## Дизайн
- Alfa Romeo
  - Alfa Romeo Proteo (1991)
  - Alfa Romeo 146 (1995)
  - Alfa Romeo 156 (1997)
  - Alfa Romeo 166 (1998)
  - Alfa Romeo 147 (2000)

- SEAT
  - SEAT Salsa & Salsa Emoción (2000)

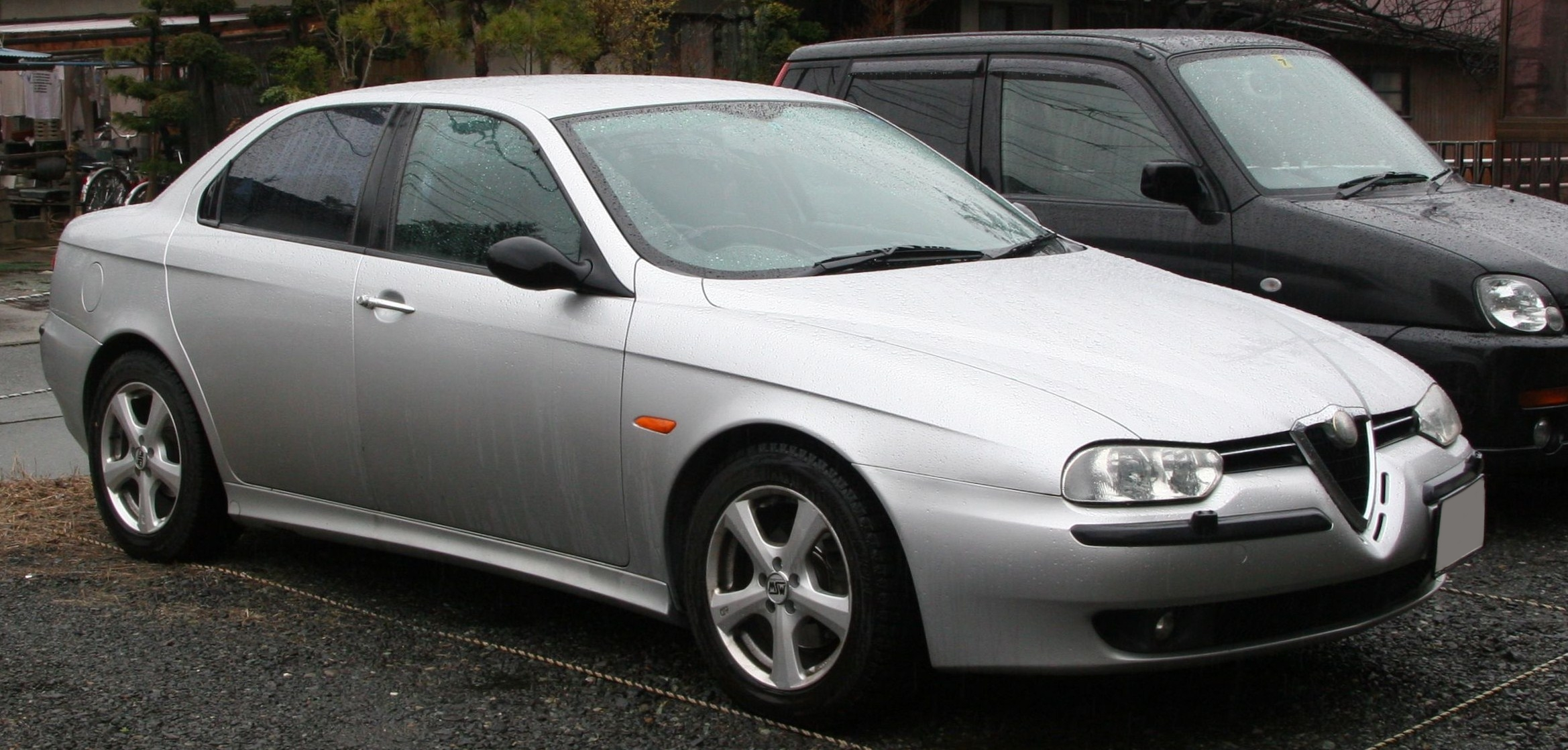
Alfa Romeo 156

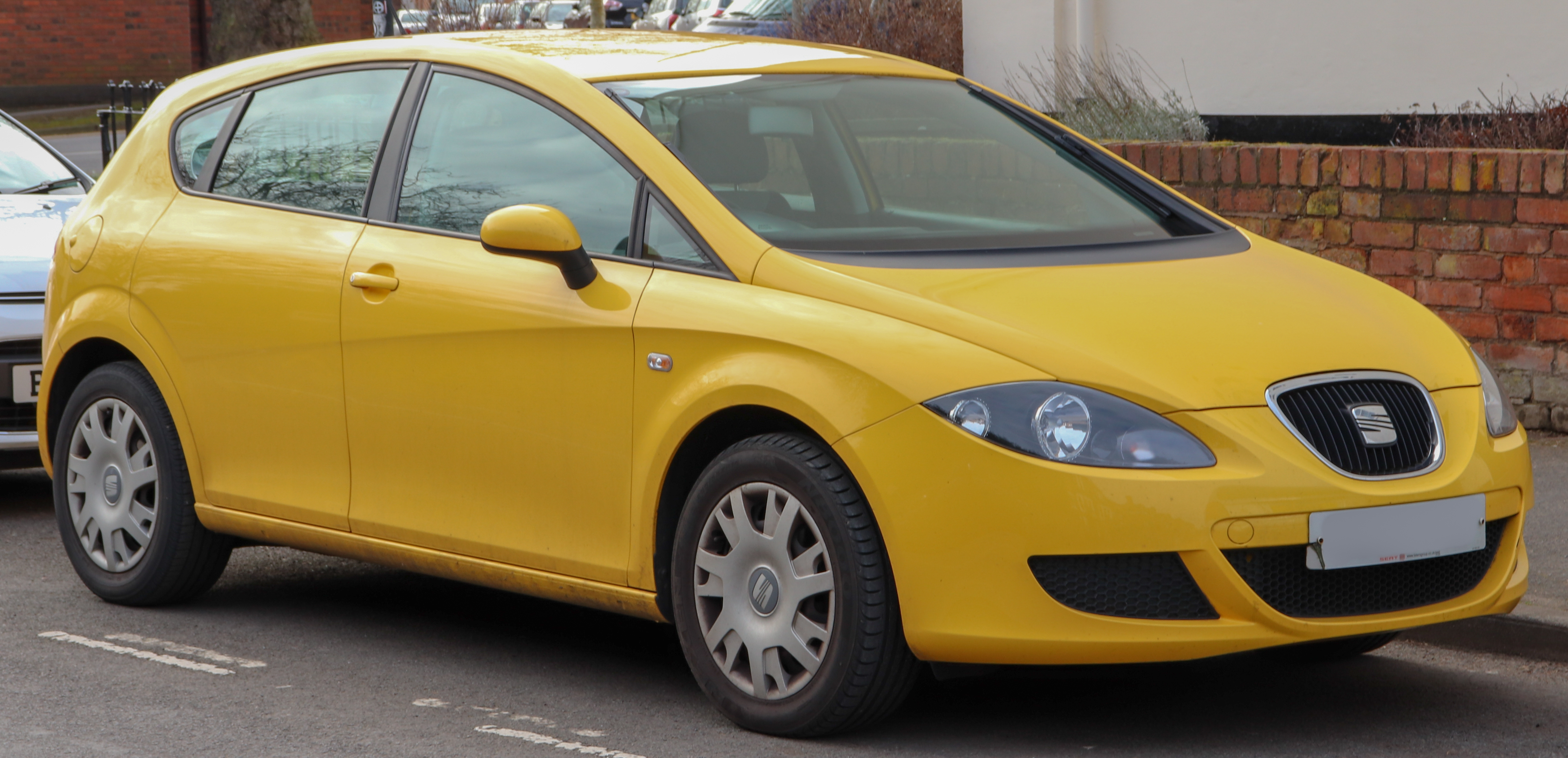
SEAT Leon

  - SEAT Tango roadster/spyder/coupé/Racer (2001)

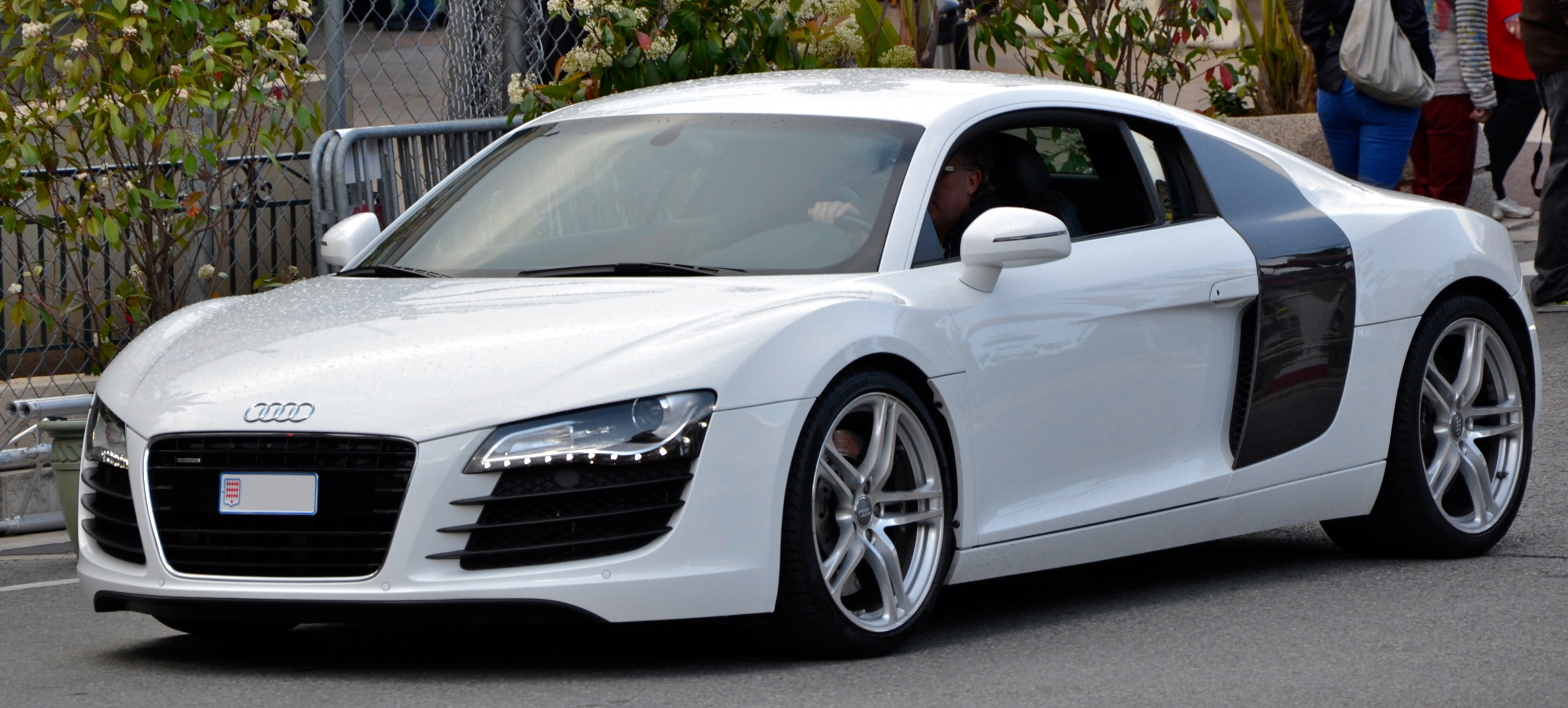
Audi R8

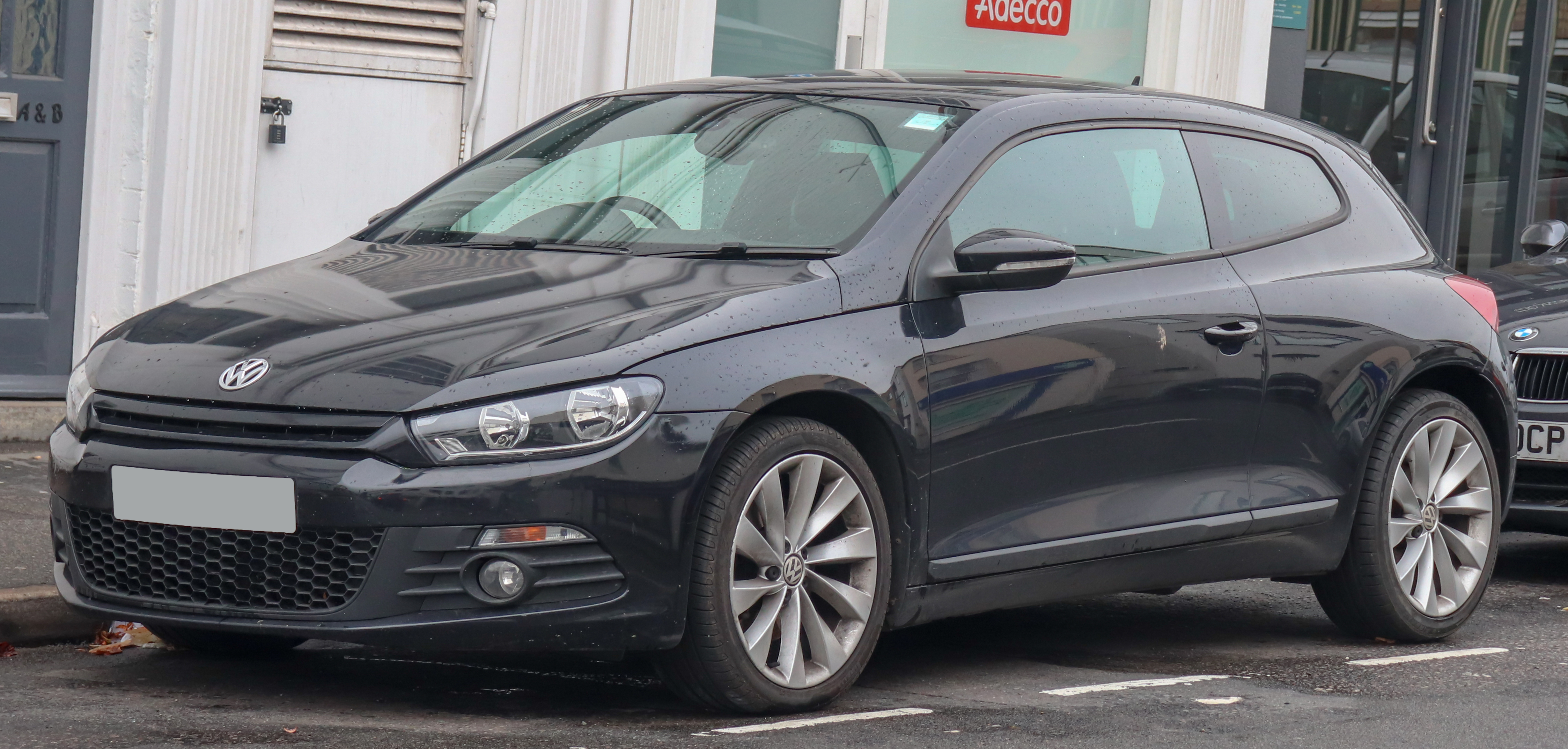
Volkswagen Scirocco

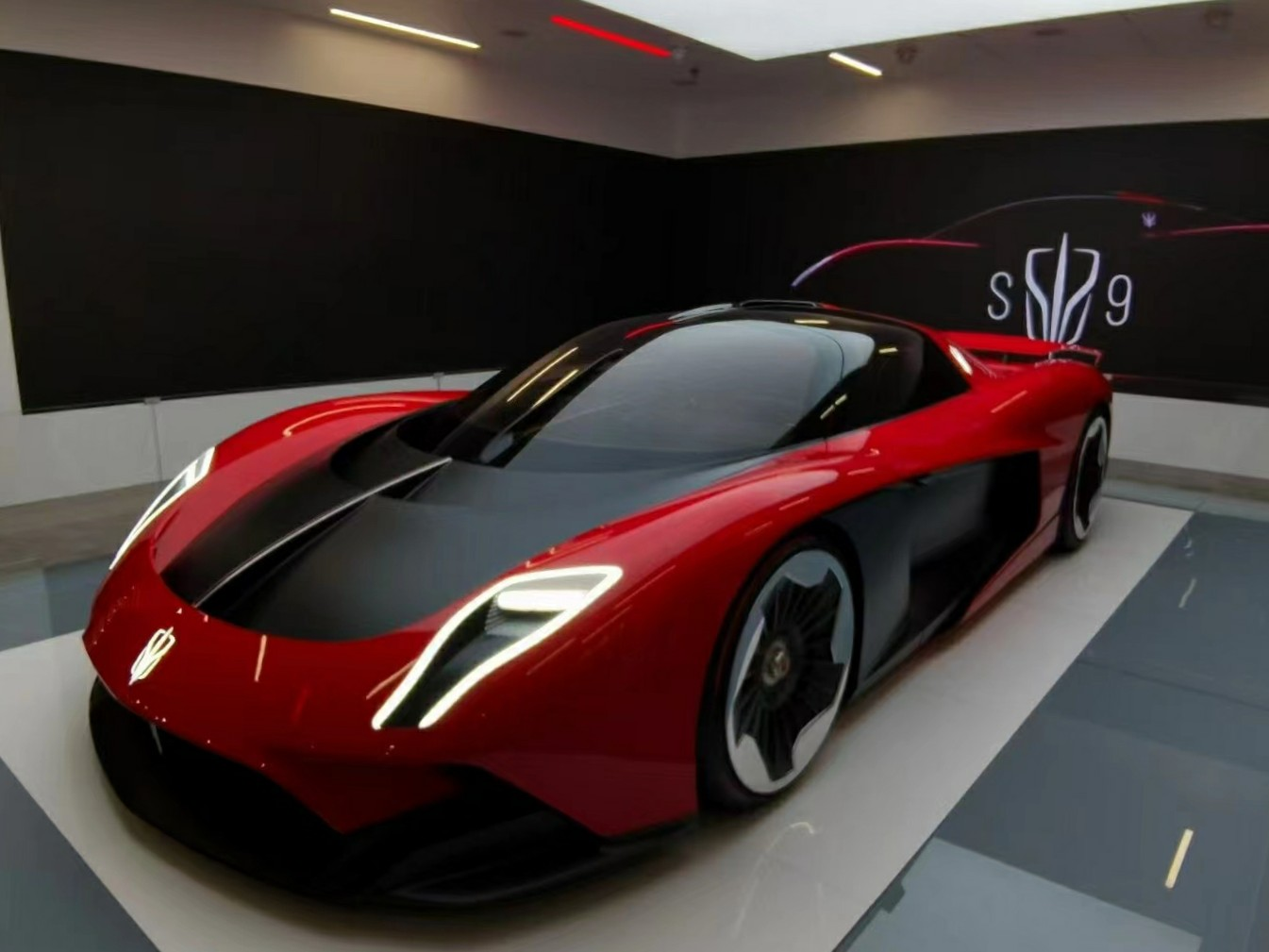
Hongqi S9

  - SEAT Ibiza (2002)
  - SEAT Córdoba (2002)
  - SEAT Altea Prototipo (2003)
  - SEAT Altea (2004)
  - SEAT Toledo (2004)
  - SEAT León (2005)

- Audi
  - Audi A6 (2004)
  - Audi Q7 (2005)
  - Audi R8 (2006)
  - Audi TT (2006)
  - Audi A5 (2007)
  - Audi A3 (Typ 8P/8PA) (2003)
- Lamborghini
  - Lamborghini Miura concept (2006)
  - Lamborghini Egoista (2013)

- Volkswagen
  - Volkswagen CC (2008)
  - Volkswagen Golf (2008)
  - Volkswagen Scirocco (2008)
  - Volkswagen Polo (2009)
  - Volkswagen Amarok (2010)

- - Volkswagen Jetta (2010)
  - Volkswagen Passat (2010)
  - Volkswagen Sharan (2010)
  - Volkswagen Touareg (2010)
  - Volkswagen Beetle (2011)
  - Volkswagen up! (2011)
  - Volkswagen Touran (2015)
- Leica Camera
  - Leica M9 Titanium[3]
- SilkFAW Automotive
  - Hongqi S9[4]